# Christianne van der Wal
Christianne van der Wal-Zeggelink (ur. 13 listopada 1973 w Oldenzaal) – holenderska polityk i działaczka samorządowa, od 2022 do 2024 minister bez teki.

## Życiorys
W latach 1993–1997 studiowała zarządzanie w Hogeschool Holland w Diemen, w 2002 uzyskała kwalifikacje nauczycielskie. Pracowała zawodowo jako kierownik projektów. Działaczka Partii Ludowej na rzecz Wolności i Demokracji (VVD). W 2016 weszła w skład jej zarządu, od 2017 do 2022 pełniła organizacyjną funkcję przewodniczącej VVD. W 2010 została radną miejscowości Harderwijk, a w 2014 weszła w skład jej władz wykonawczych jako wethouder odpowiedzialny za sprawy gospodarcze, społeczne i zrównoważony rozwój. W latach 2019–2022 była członkinią władz wykonawczych (Gedeputeerde Staten) prowincji Geldria, w których zajmowała się m.in. sprawami gospodarczymi, innowacjami i mobilnością.
W styczniu 2022 w czwartym gabinecie Marka Ruttego objęła stanowisko ministra bez teki ds. przyrody i azotu. W wyborach w 2023 z ramienia VVD uzyskała mandat posłanki do Tweede Kamer. W lipcu 2024 zakończyła pełnienie funkcji rządowej.